# El Croquis

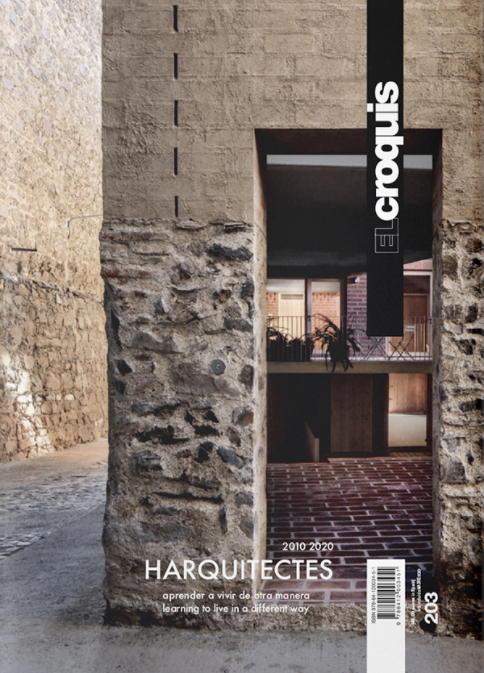
Couverture du magazine El Croquis, numéro 203 - Harquitectes, 2020.

El Croquis (traduit le Croquis) est un des magazines architecturaux les plus prestigieux du monde. Fondé en 1982, il publie chaque année 6 numéros bilingues (espagnol et anglais).
Les architectes internationaux les plus importants le choisissent comme vitrine.
Les volumes dédiés aux architectes primés au Pritzker Price peuvent être considérés comme Œuvres complètes : OMA Rem Koolhaas, Kazuyo Sejima, Herzog et de Meuron, Alvaro Siza ou Rafael Moneo.
Pour les architectes émergents, être publiés par El Croquis est un réel objectif.
Les éditions El Croquis sont aussi connues pour leur galerie d'exposition à L'Escurial (Madrid), rassemblant une grande collection de maquettes architecturales en renouvellement permanent.

## Numéros récents
- N. 147 : Toyo Ito,  2005-2009
- N. 148 : Spanish Architecture,  2010 (I)
- N. 149 :  Spanish Architecture,  2010 (II)
- N. 151 : Sou Fujimoto,  2003-2010
- N. 152/153 : Herzog & de Meuron,  2005-2010
- N. 154 : Aires Mateus, 2002-2011
- N. 155 : SANAA (Sejima + Nishizawa),  2008-2011
- N. 156 : Valerio Olgiati,  1996-2011
- N. 157 :  Studio Mumbai,  2003-2011
- N. 158 : John Pawson,  2006-2011
- N. 159 : Neutelings Riedijk,  2003-2012
- N. 160 : Bevk Perović, 2004-2012
- N. 161 : Mansilla + Tuñón,  1992-2012
- N. 162 :  RCR Arquitectes,  2007/2012
- N. 163-164 : Glenn Murcutt,  1980-2012
- N. 165 : Sean Godsell, 1997-2013
- N. 193 : Manuel Cervantes, 2011-2018

## Sources
- (en + es) Site officiel